# 郡山市内の温泉
郡山市内の温泉は、福島県郡山市にある温泉の一覧である。これらの総称として郡山温泉郷という名称が使われることもあるが、あまり一般的ではない。
市内各所には数多くの小温泉があり、銭湯並みの低料金で利用できる。

## 郡山温泉

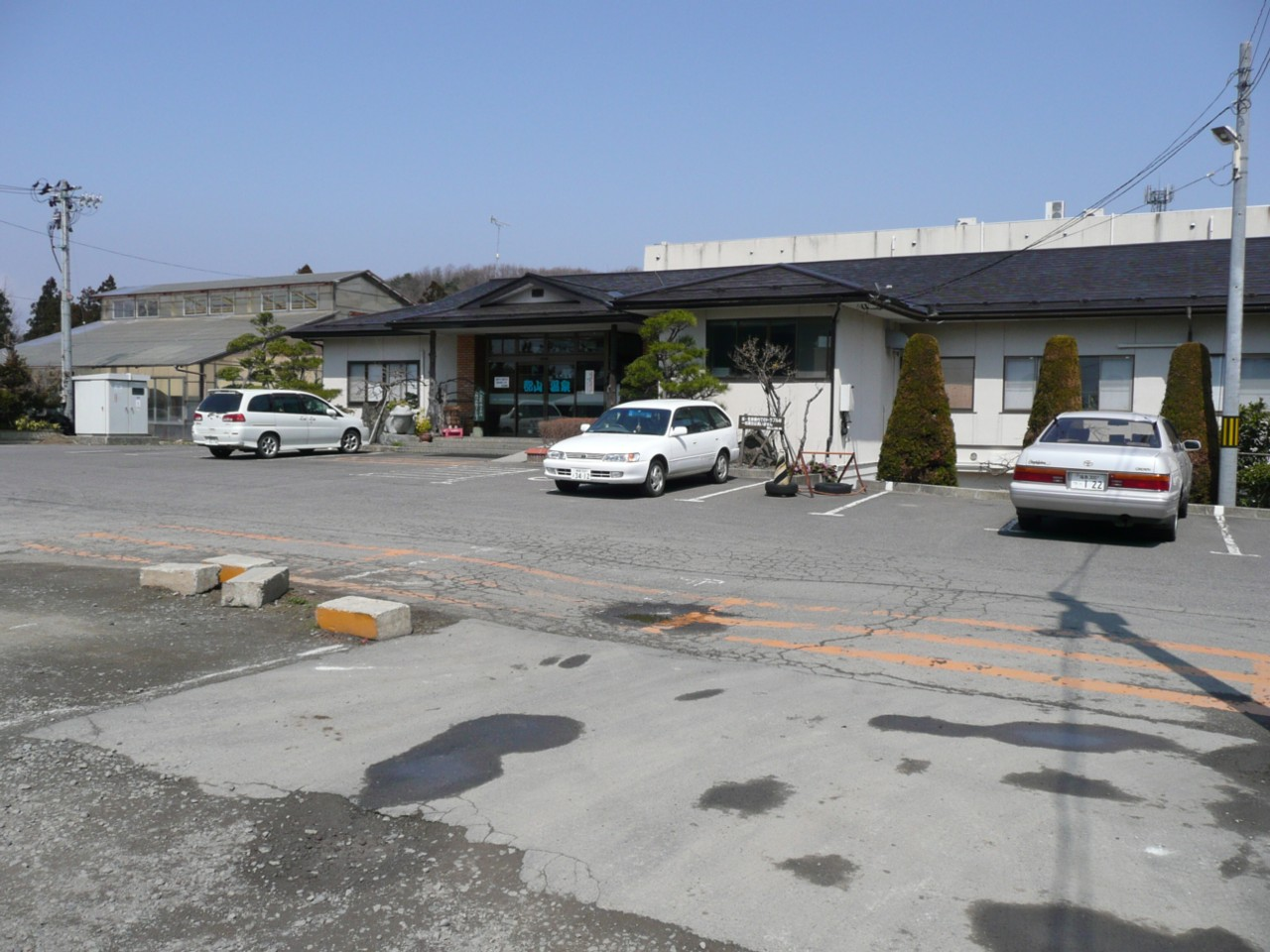
郡山温泉

- 所在地
郡山市大槻町字西勝ノ木
- 泉質
アルカリ性単純泉
- pH 8.8
- 源泉温度
51.8℃
- 効能
リウマチ、神経麻痺、運動機能障害、疲労回復、胃腸病
- アクセス
東北自動車道郡山南ICから車で10分
JR東日本郡山駅9、10、11番バス乗り場より市役所、西の内、麓山経由の大槻行で「大槻車庫前」下車、徒歩8分

## うねめ温泉

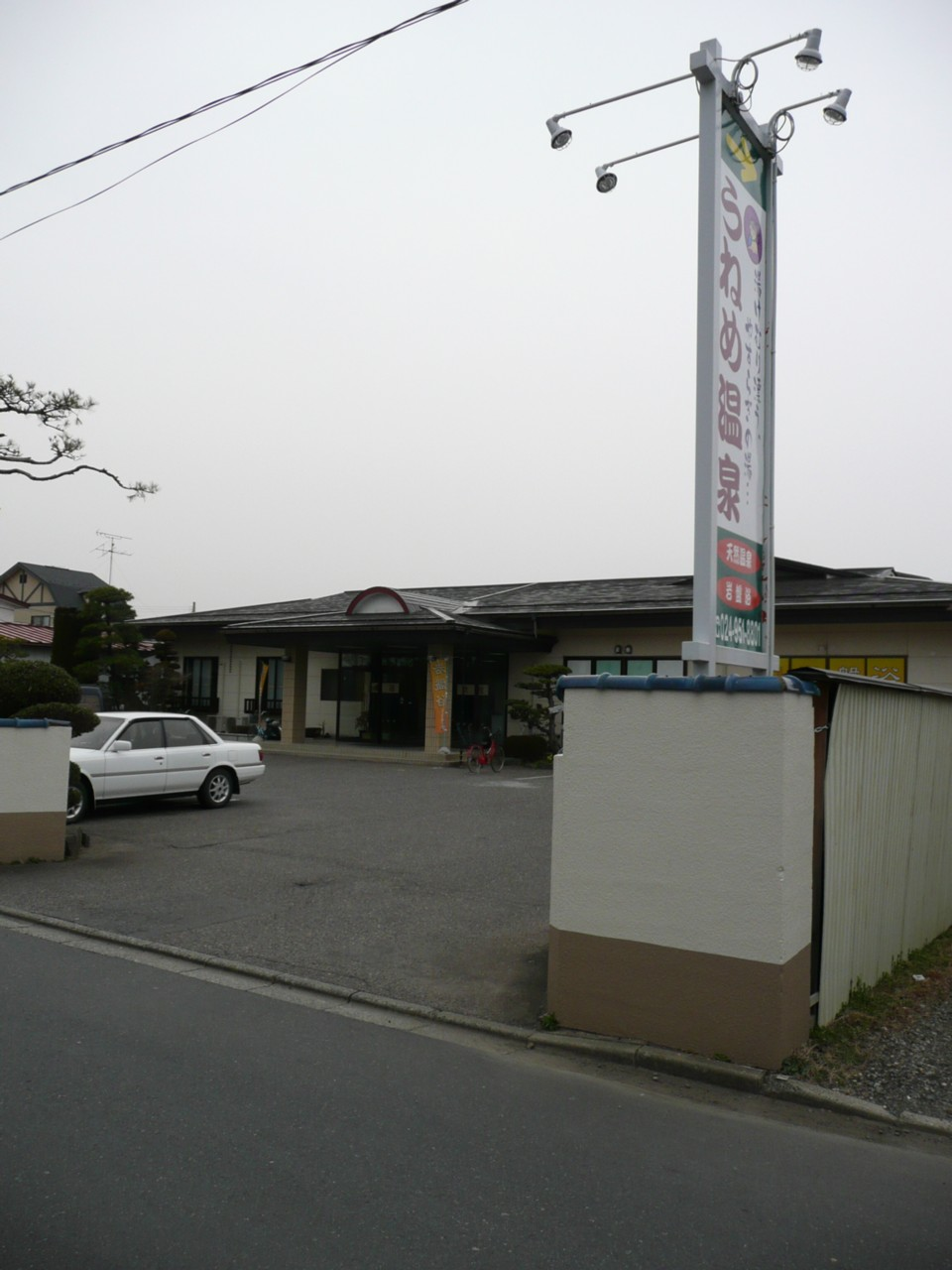
うねめ温泉

- 所在地
郡山市富田町字大徳南
- 泉質
ナトリウム-炭酸水素塩泉
- 源泉温度
43℃（外気温15℃）
- 湧出量
30L/毎分（動力揚湯）
- 効能
神経痛、筋肉痛、関節痛、五十肩、運動麻痺、関節のこわばり、打ち身、くじき、慢性消化器病、痔疾、冷え症、病後回復期、疲労回復、健康増進
- 循環
- なりた温泉と同一会社運営
- アクセス
東北自動車道郡山ICから車で10分
JR東日本郡山駅9番バス乗り場より市役所経由大槻、新池下団地行で「大徳南」停留所下車、徒歩2分

## 湖南温泉（サニー・ランド湖南）

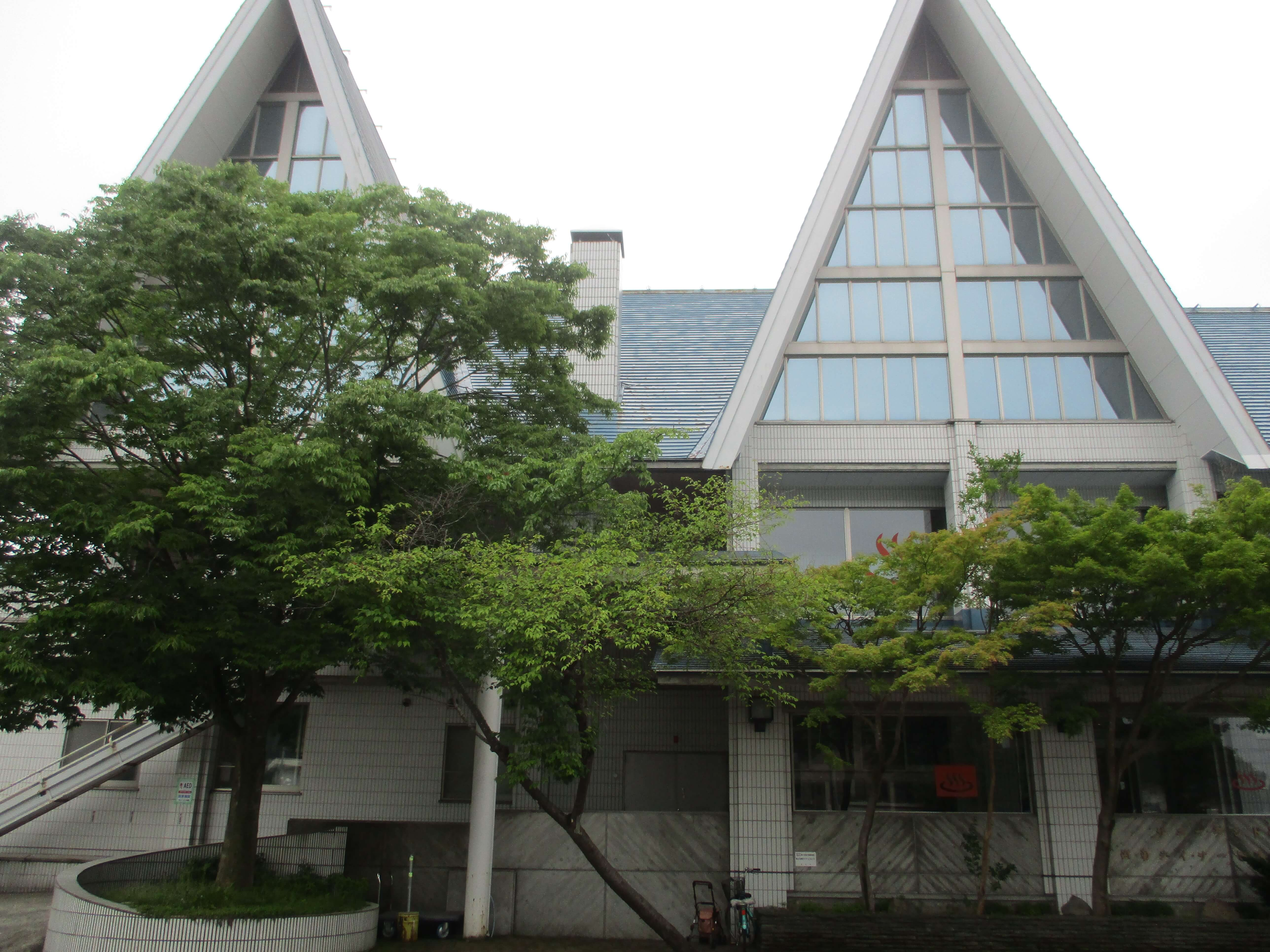
サニー・ランド湖南

- 所在地
郡山市湖南町福良字台畠
- 泉質
アルカリ性単純温泉
- 源泉温度
46.2℃
- 効能
神経痛、筋肉痛、関節痛、五十肩、運動麻痺、冷え性
- アクセス
東北自動車道郡山南ICから車で30分

## 東北原温泉

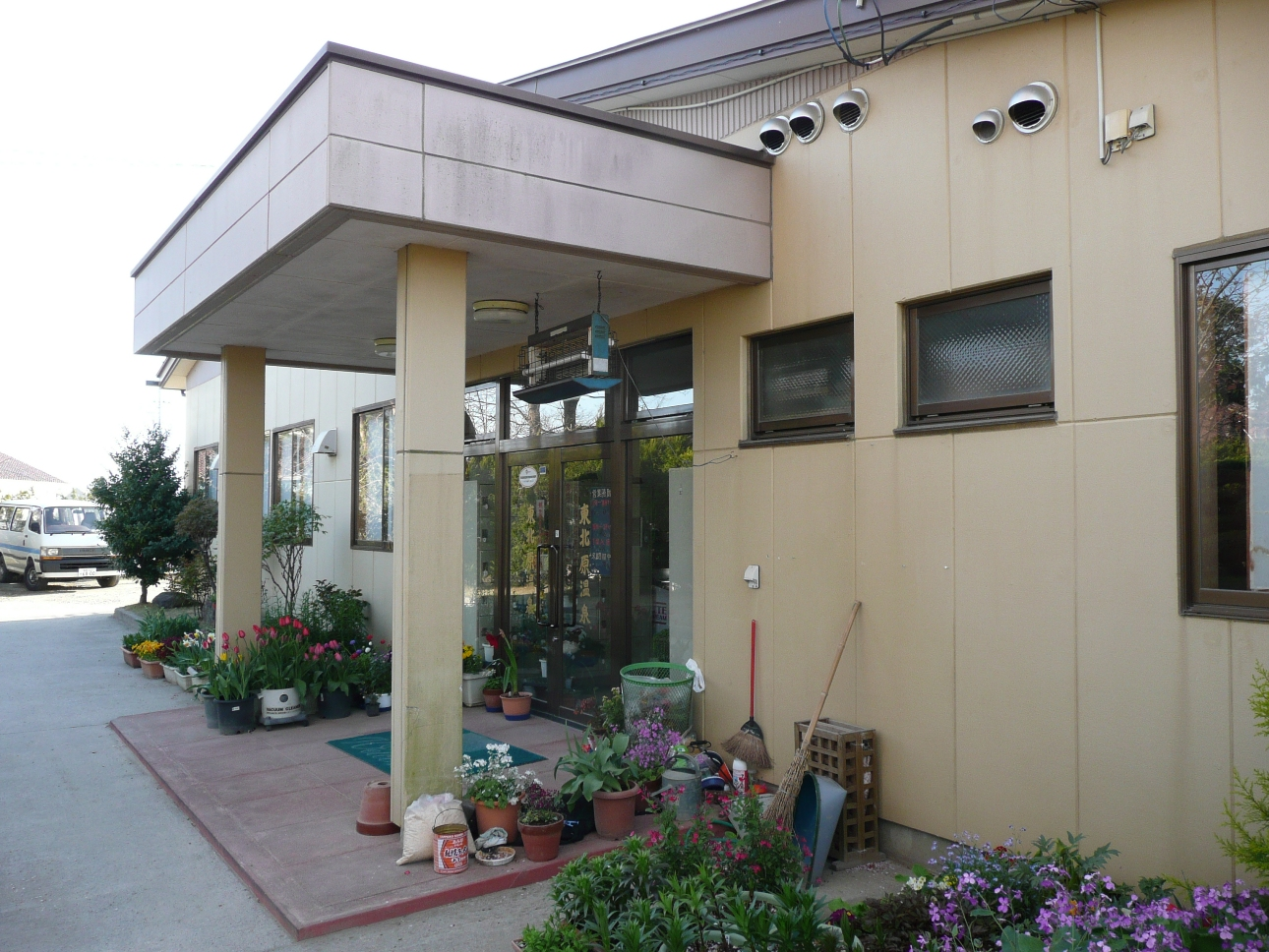
東北原温泉

- 所在地
郡山市片平町庚坦原
- 泉質
炭酸水素塩泉
- 効能
やけど、きりきず、皮膚病、神経痛、五十肩など
- アクセス
東北自動車道郡山南ICから車で10分
JR東日本郡山駅8番バス乗り場より市役所・新さくら通り経由河内行で「片平行政センター」停留所下車、徒歩25分

## 並木温泉ゆの郷

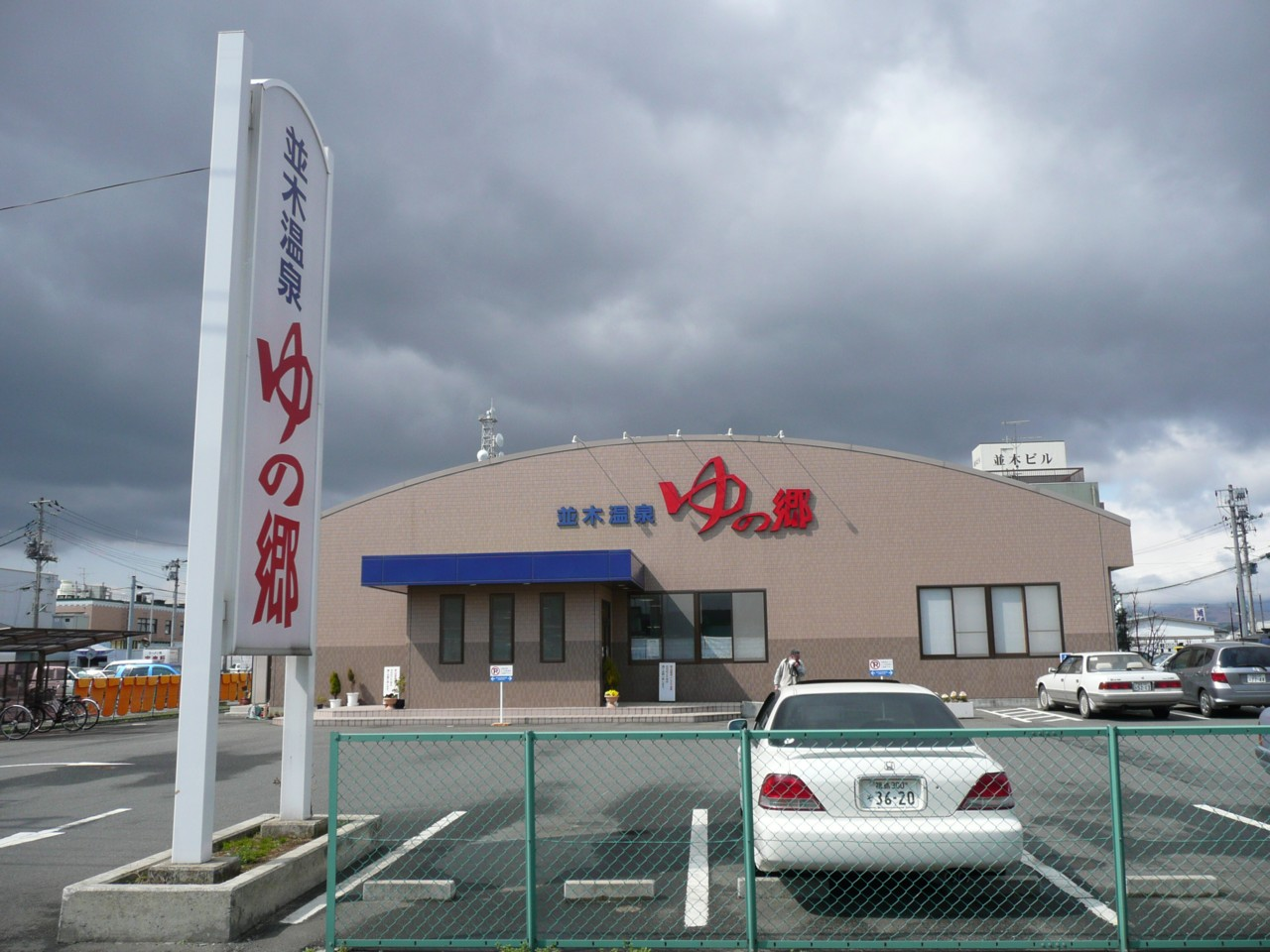
並木温泉ゆの郷

- 所在地
郡山市並木3丁目
- 泉質
ナトリウム硫酸塩化物泉
- pH 8.9
- 源泉温度 
36.5℃
- 効能
火傷、切り傷、動脈硬化、婦人病、虚弱児童、肩こり、関節痛、神経痛など
- アクセス
東北自動車道郡山ICから車で10分
JR東日本郡山駅10番バス乗り場より西の内経由の路線で「朝日三丁目」停留所下車、徒歩2分

## 郡山療養温泉あさかの湯（ホテルC&I）

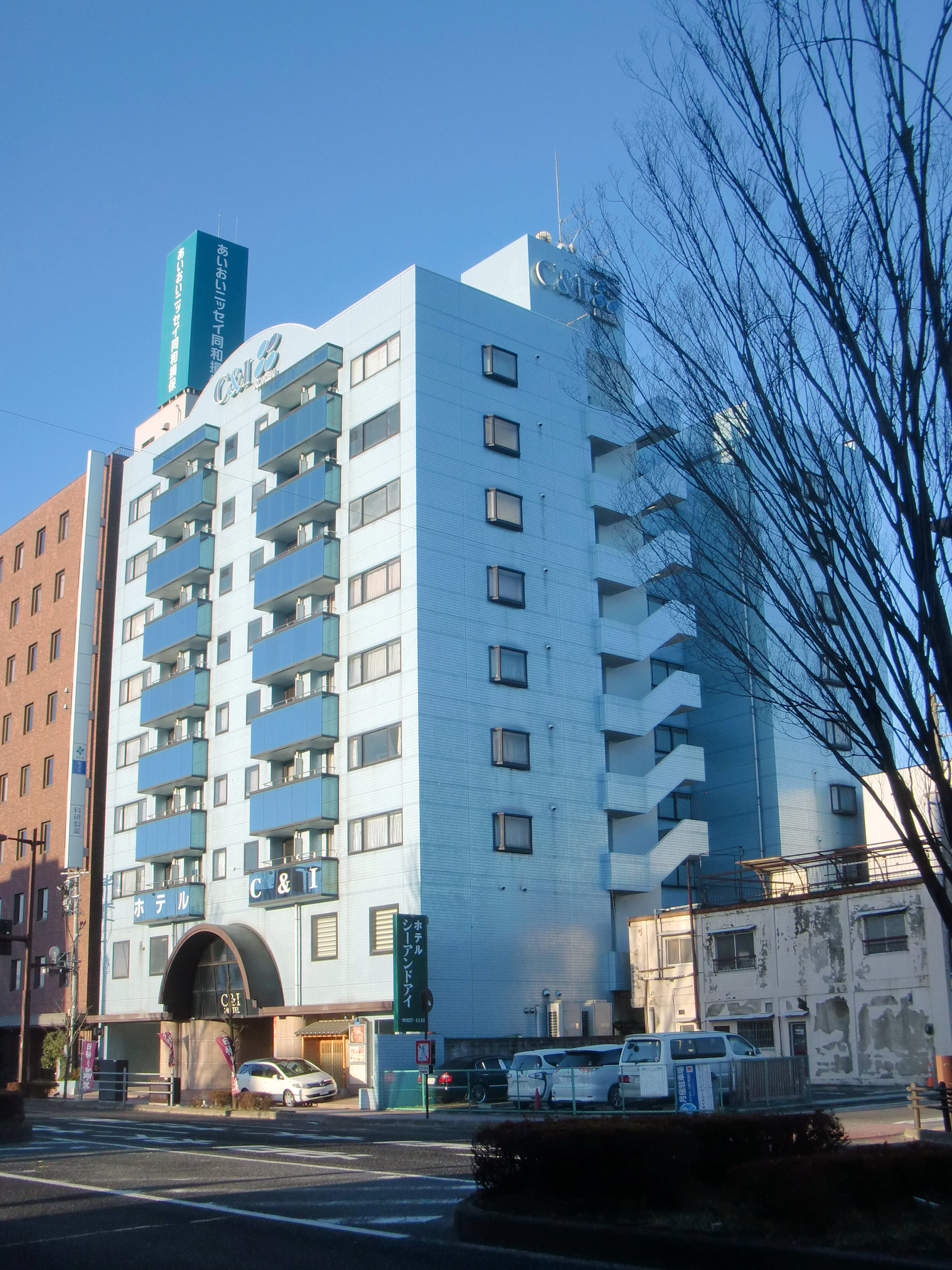
あさかの湯（ホテルC&I）

- 所在地
郡山市堤下町
- 泉質
ナトリウム硫酸塩・塩化物泉
- 源泉温度
30.5℃
- 効能
きりきず、末梢循環障害、冷え性、うつ状態、皮膚乾燥症[4]
- その他
ホテル内だが日帰り入浴可能、また、郡山市周辺では珍しい飲泉可能な温泉
- アクセス
東北自動車道郡山ICから車で15分
JR東日本郡山駅より徒歩13分、または7番バス乗り場よりさくら循環山根回りで「堤下町」停留所下車、徒歩3分

## 天然温泉まねきの湯

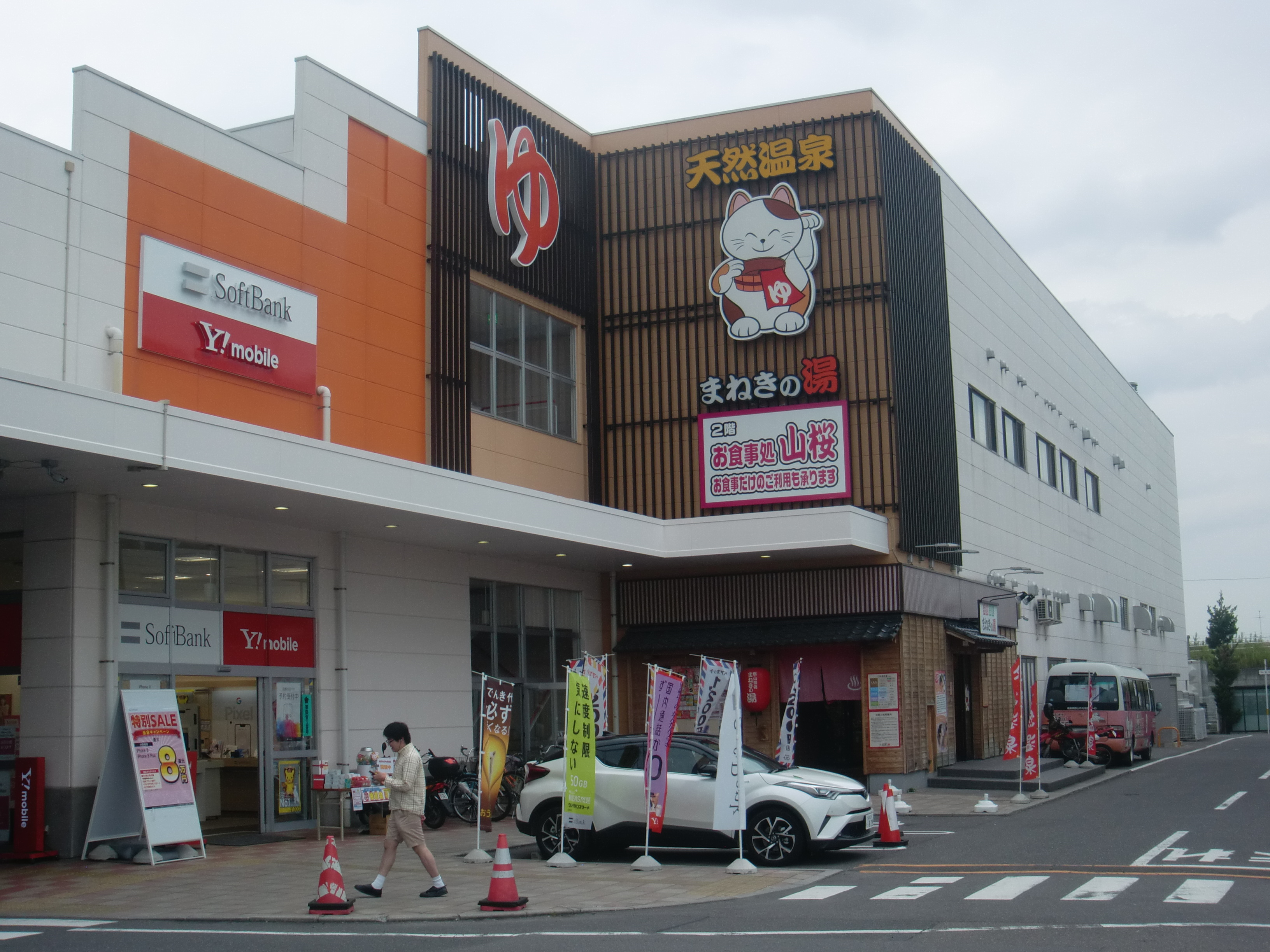
まねきの湯

- 所在地
郡山市向河原町
- pH 7.7
- 効能
皮膚病など
- その他
郡山駅東ショッピングセンター内、2018年12月に天然温泉化
- アクセス
東北自動車道郡山ICから車で15分
JR東日本郡山駅より徒歩10分、または2番バス乗り場よりまちなか循環北回りで「星総合病院」停留所下車、徒歩5分

## 郡山八山田温泉（天然温泉極楽湯福島郡山店）

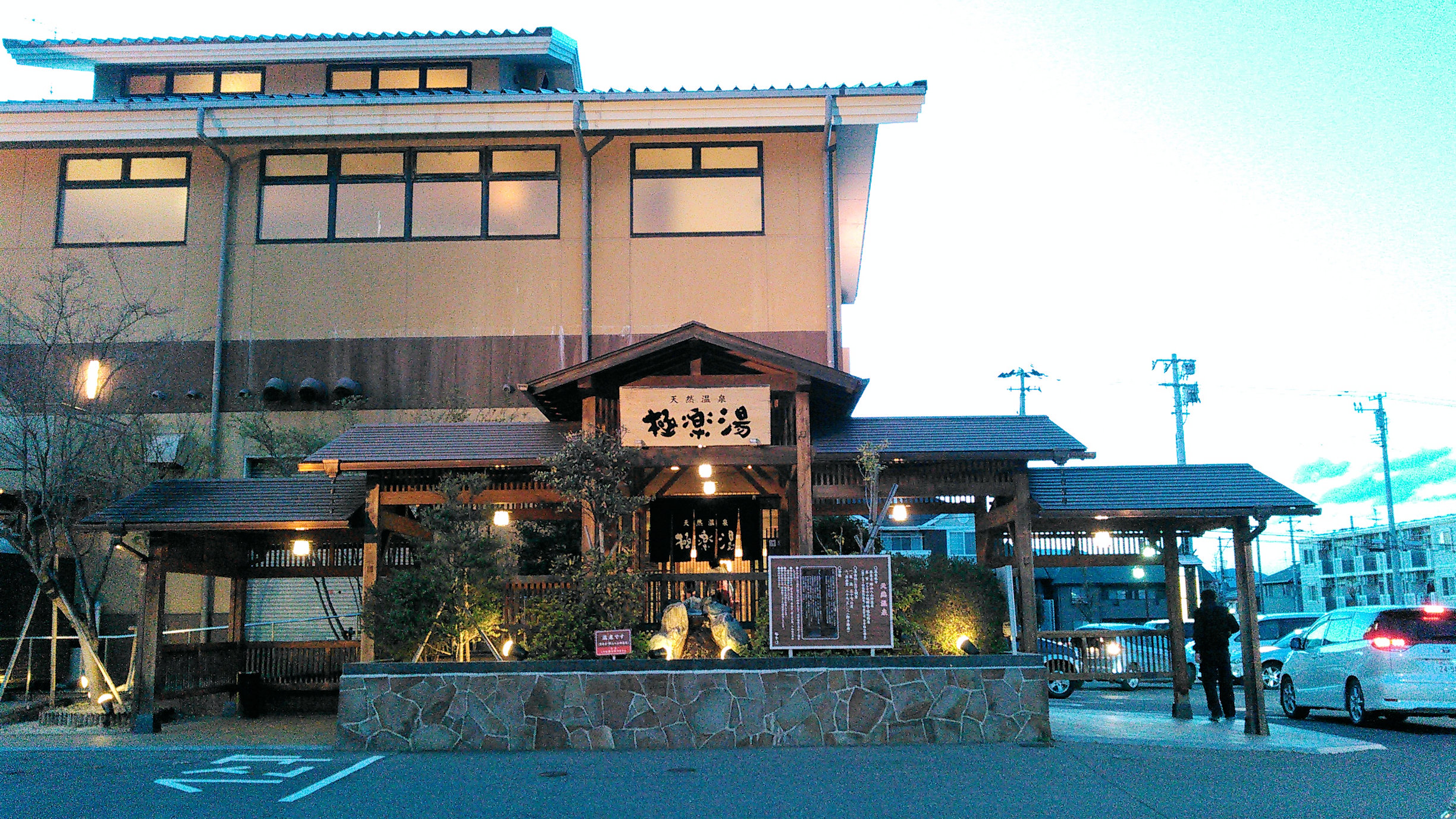
極楽湯 福島郡山店

- 所在地
郡山市富久山町八山田字南広谷
- 泉質
ナトリウム―硫酸塩・塩化物泉
- pH 8.1
- 源泉温度
37.6℃
- 効能
きりきず、やけど、慢性皮膚病、虚弱児童、慢性婦人病、動脈硬化症、神経痛、筋肉痛、関節痛など
- アクセス
東北自動車道郡山ICから車で10分
JR東日本郡山駅5、6番バス乗り場より八山田循環で「下双又」停留所下車、徒歩5分
JR東日本磐越西線郡山富田駅より徒歩13分

## 月光温泉（月光温泉クアハイム、月光大浴場）

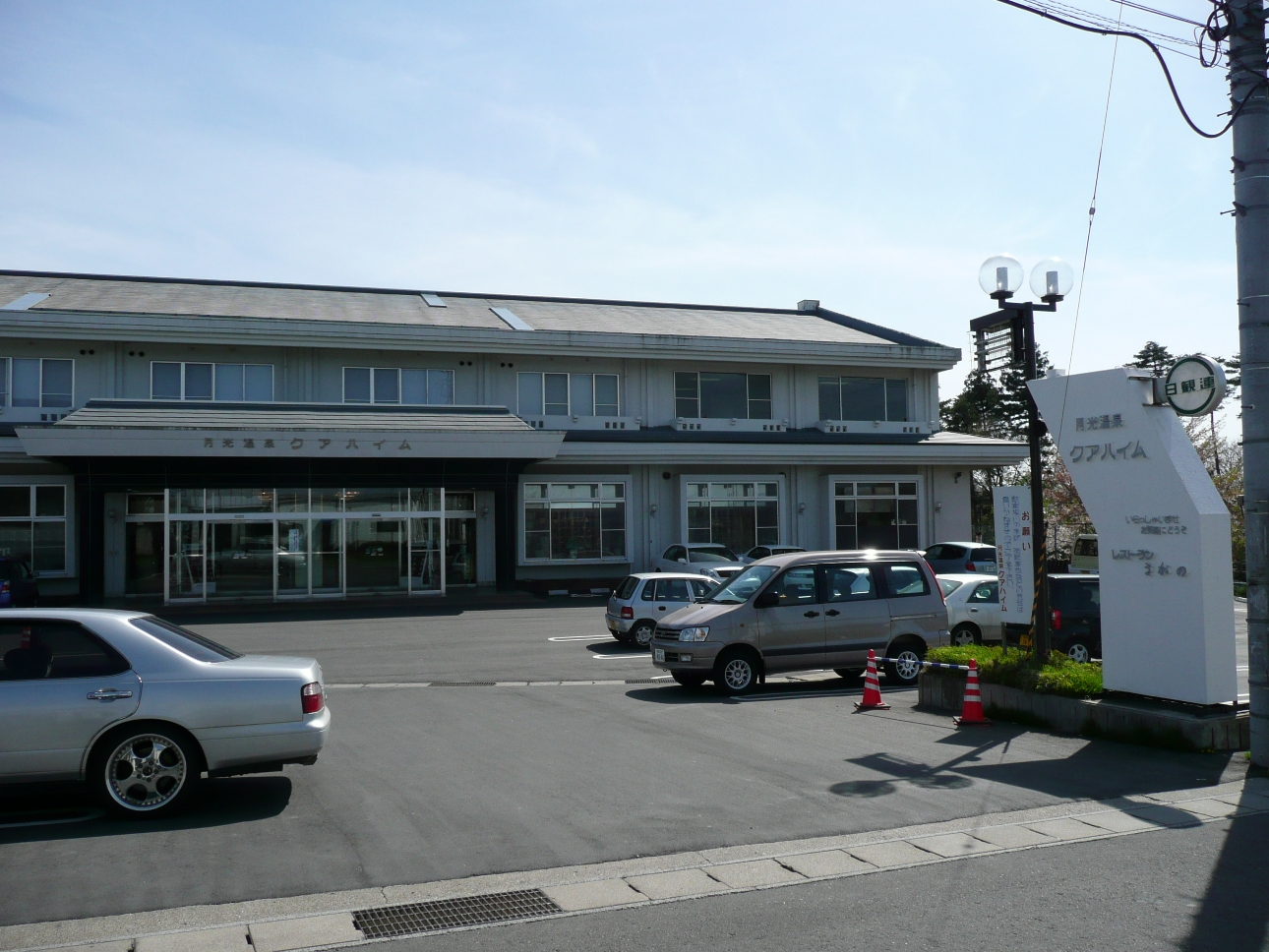
月光温泉

- 所在地
郡山市安積町笹川四角坦
- 泉質
アルカリ性単純泉
- pH 8.9
- 源泉温度
44.4℃
- 効能
きりきず、やけど、神経痛、筋肉痛、五十肩、慢性皮膚病、慢性消化器病、冷え症など
- アクセス
東北自動車道郡山南ICから車で7分
JR東日本郡山駅1番バス乗り場より南タウン経由向陽台団地行で「笹川変電所」停留所下車、徒歩2分
JR東日本安積永盛駅より徒歩25分

## なりた温泉

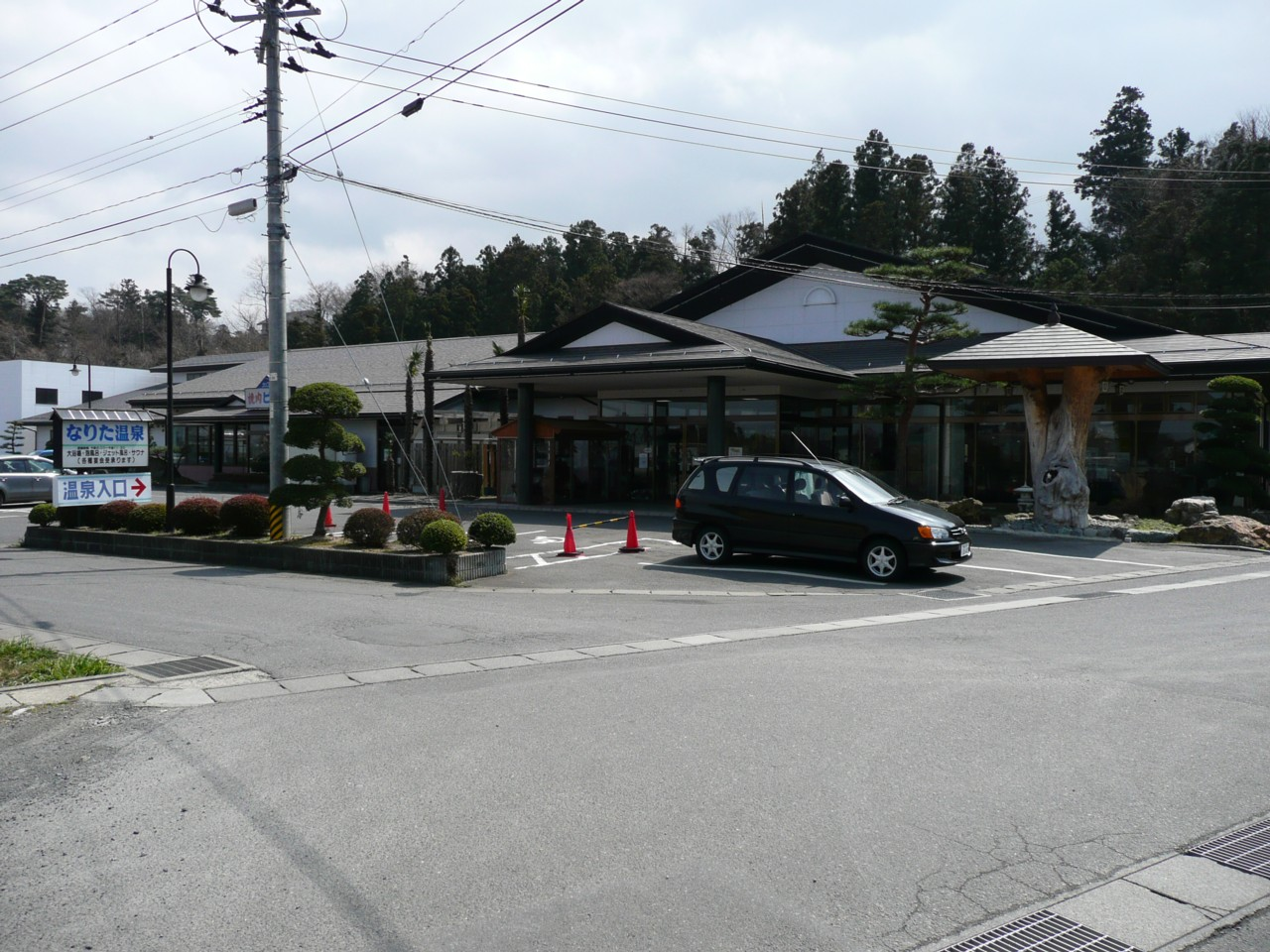
なりた温泉

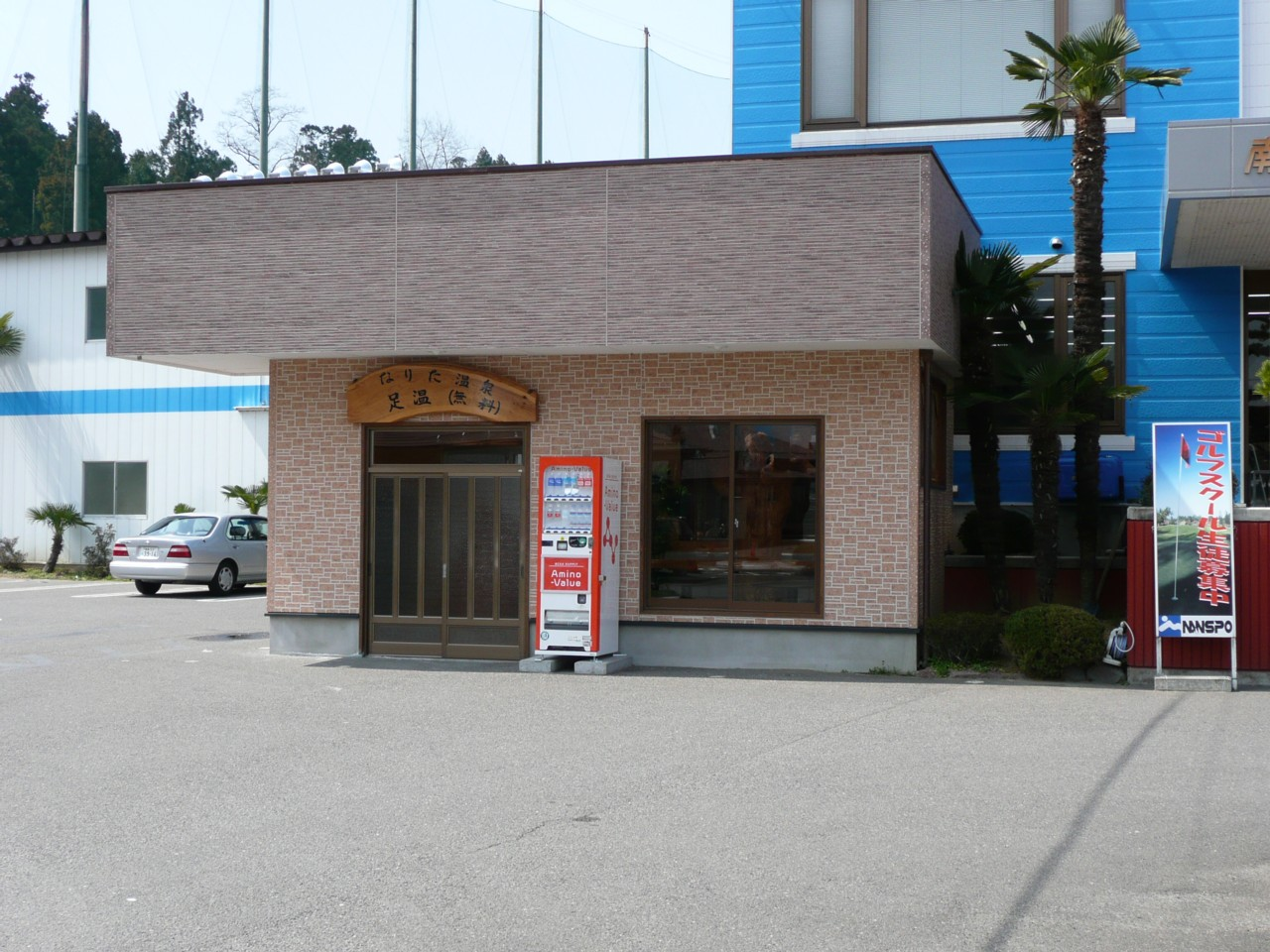
なりた温泉足湯（無料）

- 所在地
郡山市安積町成田字車川原
- 泉質
アルカリ性単純泉、硫酸塩泉（自家源泉2本）
- pH 8.3、8.7
- 源泉温度
49.7℃、40.5℃
- 効能
神経痛、冷え症、肩こり、婦人病、皮膚疾患など
- うねめ温泉と同一会社運営
- アクセス
東北自動車道郡山南ICから車で8分
JR東日本郡山駅2番バス乗り場より長沼行または下守屋行で「成田」停留所下車、徒歩8分

## バーデン温泉（ホテルバーデン、バーデン温泉）

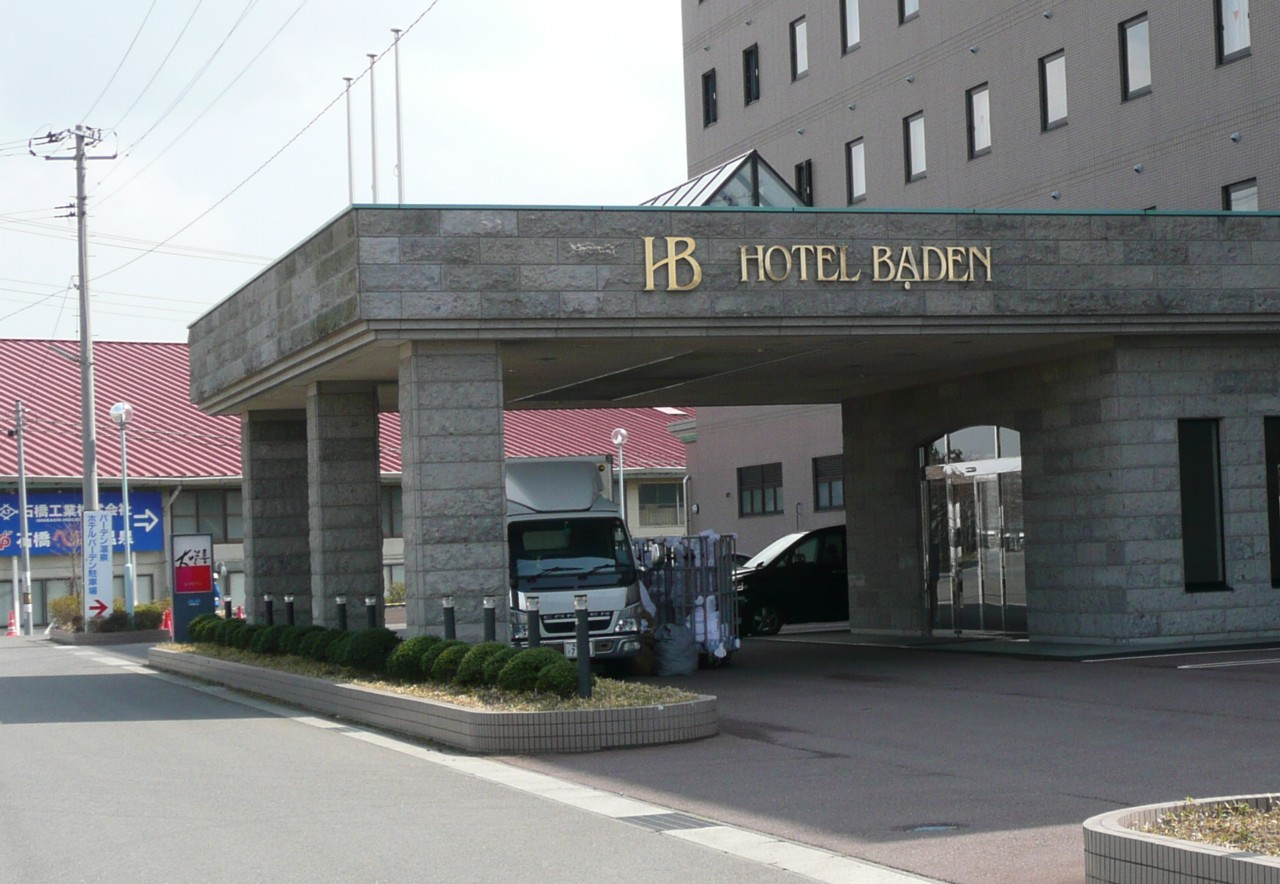
バーデン温泉

- 所在地
郡山市安積町成田字島河原
- 泉質
ナトリウム－塩化物泉
- ｐH 8.4
- 源泉温度
45.3℃、49.3℃
- 効能
きりきず、やけど、虚弱児童、慢性婦人病、慢性皮膚病
- アクセス
東北自動車道郡山南ICから車で5分
JR東日本郡山駅2番バス乗り場より長沼行で「ホテルバーデン前」停留所下車、すぐ

## 石橋ヘルス温泉

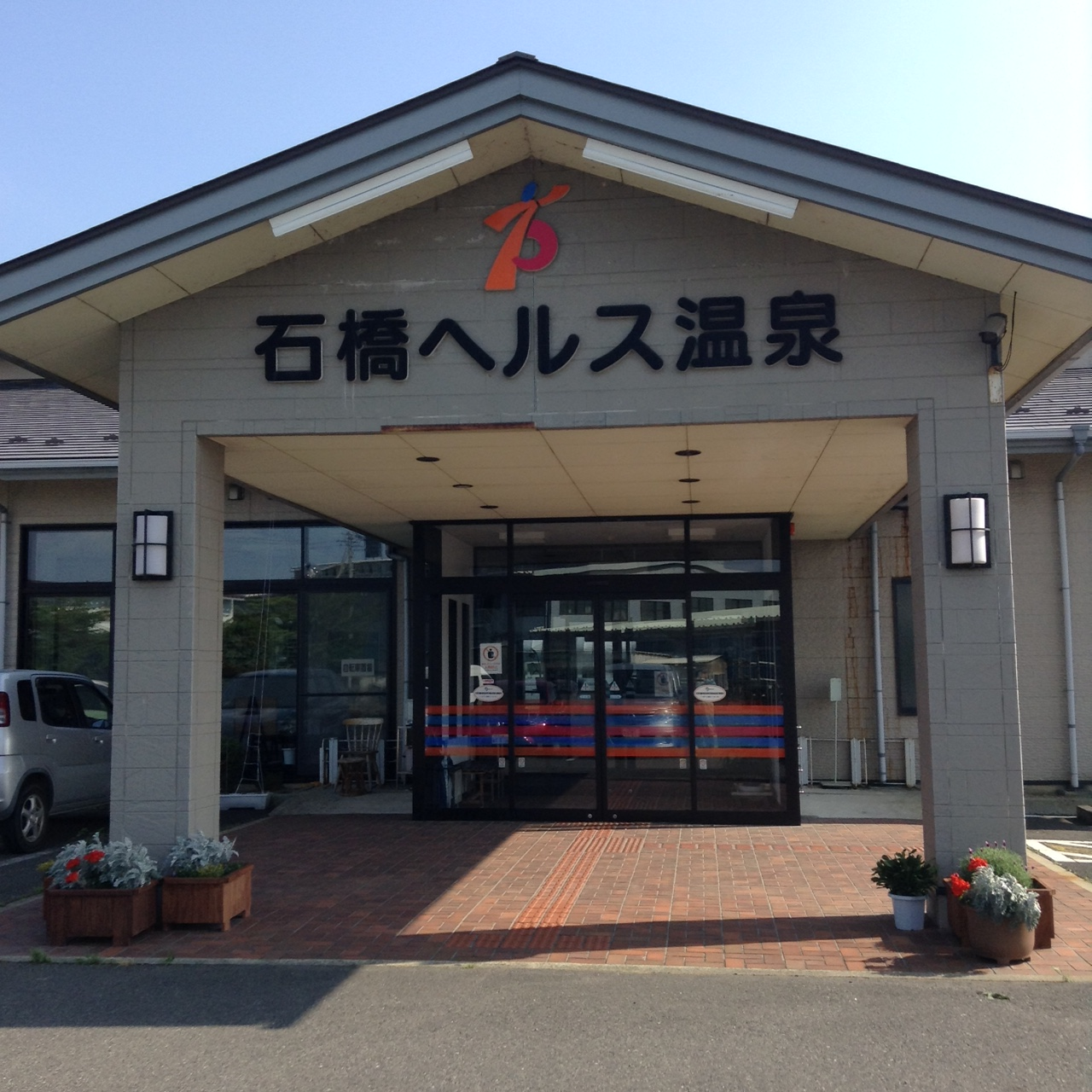
石橋ヘルス温泉

- 所在地
郡山市安積町成田字島河原
- 泉質
ナトリウム－塩化物泉
- 効能
神経痛、筋肉痛、関節痛、五十肩、運動麻痺、冷え性など
- アクセス
東北自動車道郡山南ICから車で7分
JR東日本郡山駅2番バス乗り場より長沼行で「ホテルバーデン前」停留所下車、徒歩3分

## 安積野温泉（あさかの杜クア温泉館）

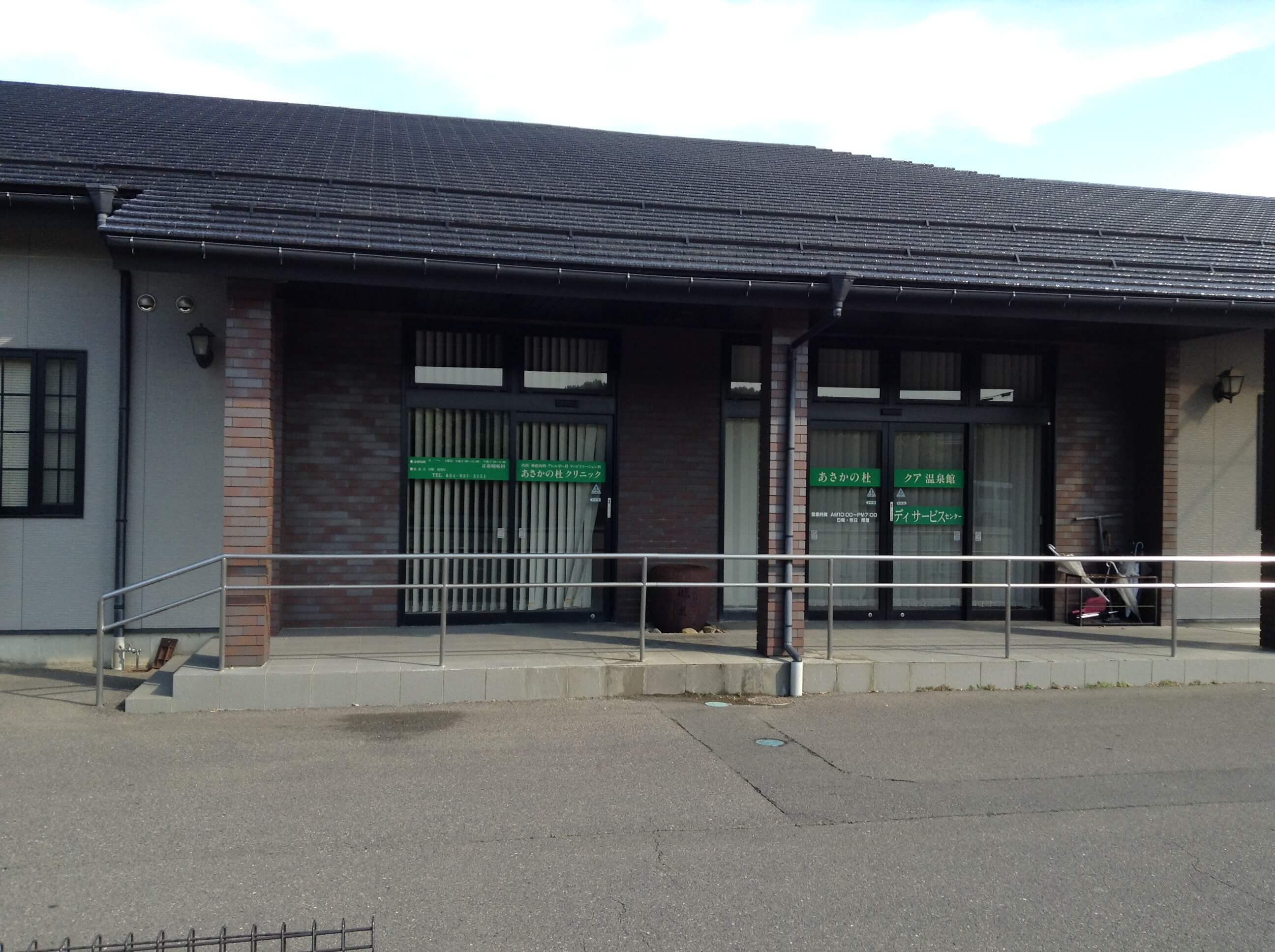
安積野温泉

- 所在地
郡山市安積町成田字漆山
- 泉質
ナトリウム-硫酸塩・塩化物泉
- 効能
神経痛、筋肉痛、アトピー性皮膚炎
- アクセス
東北自動車道郡山南ICから車で6分
JR東日本郡山駅2番バス乗り場より長沼行または下守屋行で「成田」停留所下車、徒歩10分

## やすらぎ温泉
- 所在地
郡山市三穂田町山口字山崎山
- 泉質
ナトリウム－硫酸塩・塩化物泉
- pH 9.38
- 源泉温度
49.1℃
- 効能
きりきず、やけど、神経痛、筋肉痛、五十肩、慢性皮膚病、慢性消化器病、冷え症など
- アクセス
東北自動車道郡山南ICから車で10分

## 郡山三穂田温泉

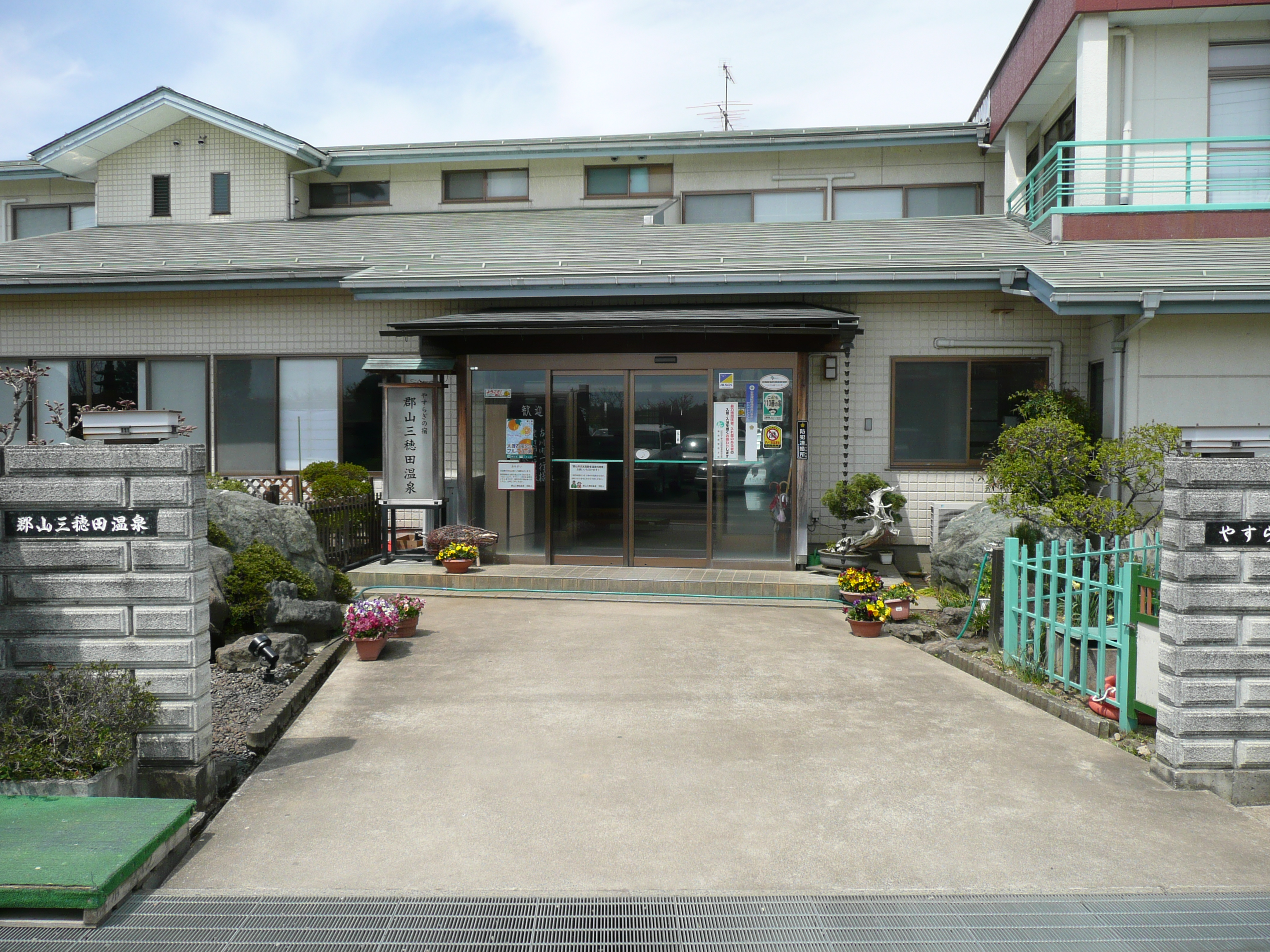
郡山三穂田温泉

- 所在地
郡山市三穂田町駒屋四十坦原
- 泉質
塩化物泉
- pH 8.2
- 源泉温度
53℃
- 効能
神経痛、筋肉痛、関節痛、五十肩、うちみ、くじき、慢性消化器病、痔病
- アクセス
東北自動車道郡山南ICから車で5分
JR東日本郡山駅2番バス乗り場より長沼行または下守屋行で「駒屋」停留所下車、徒歩17分

## 休石温泉（太田屋旅館）

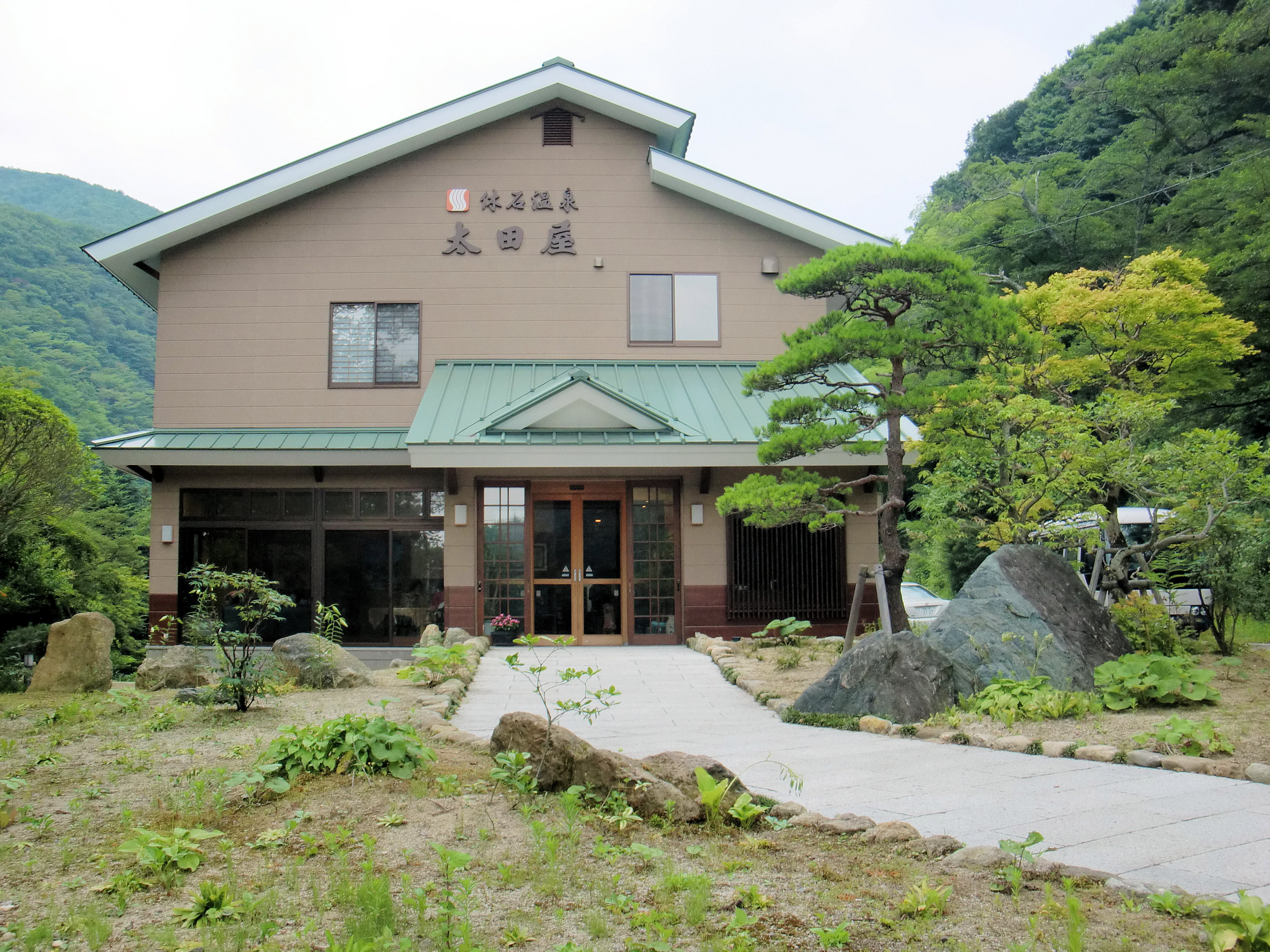
休石温泉太田屋

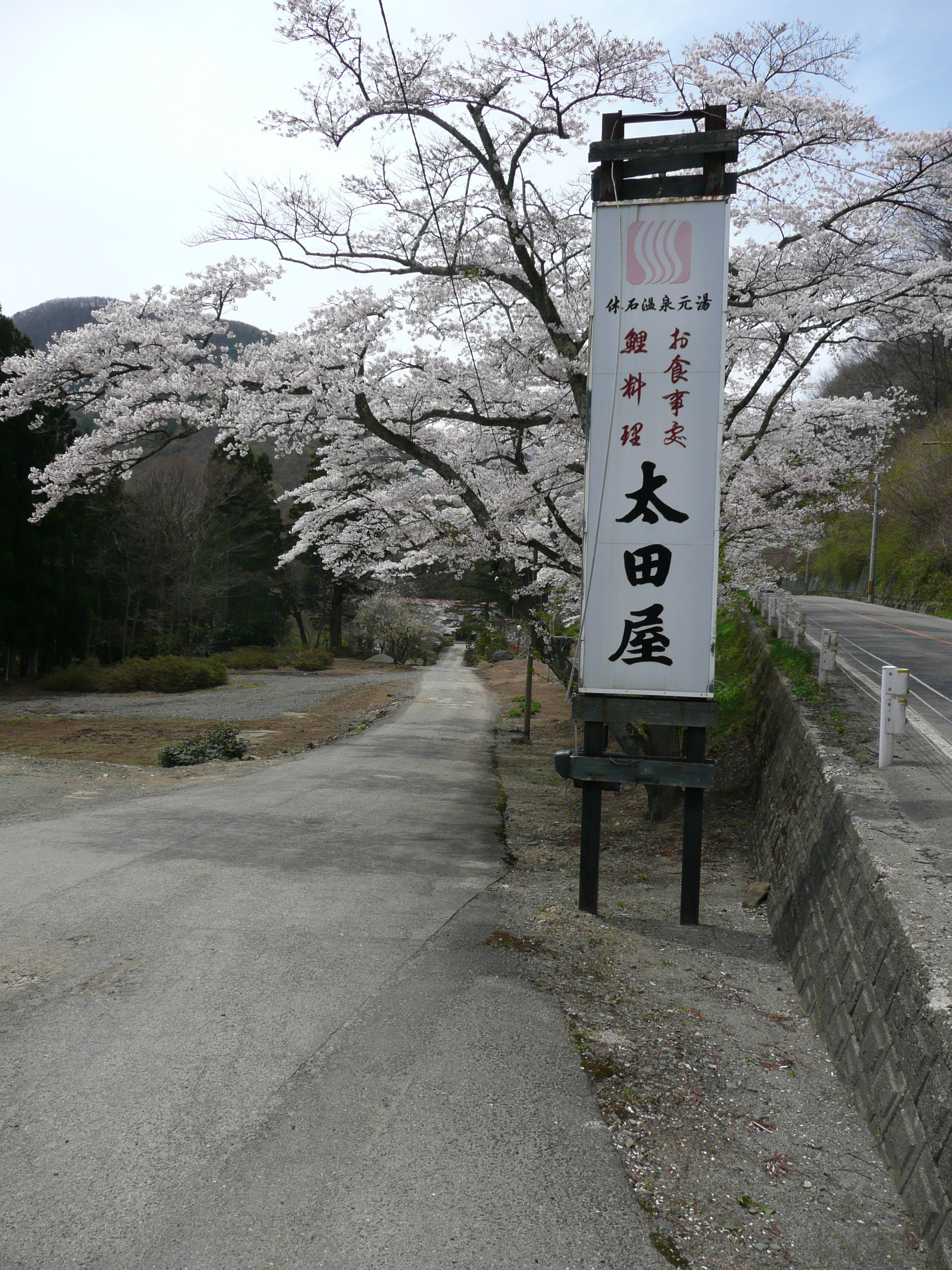
休石温泉入口

- 所在地
郡山市逢瀬町多田野字休石
- 泉質
硫酸塩泉
- pH 9.0
- 源泉温度
33℃
- 効能
神経痛、眼疾患、胃腸病、慢性皮膚病、婦人病
- アクセス
東北自動車道郡山南ICから車で18分
JR東日本郡山駅11番バス乗り場より麓山経由休石行で「休石」停留所下車すぐ

## 井戸川温泉

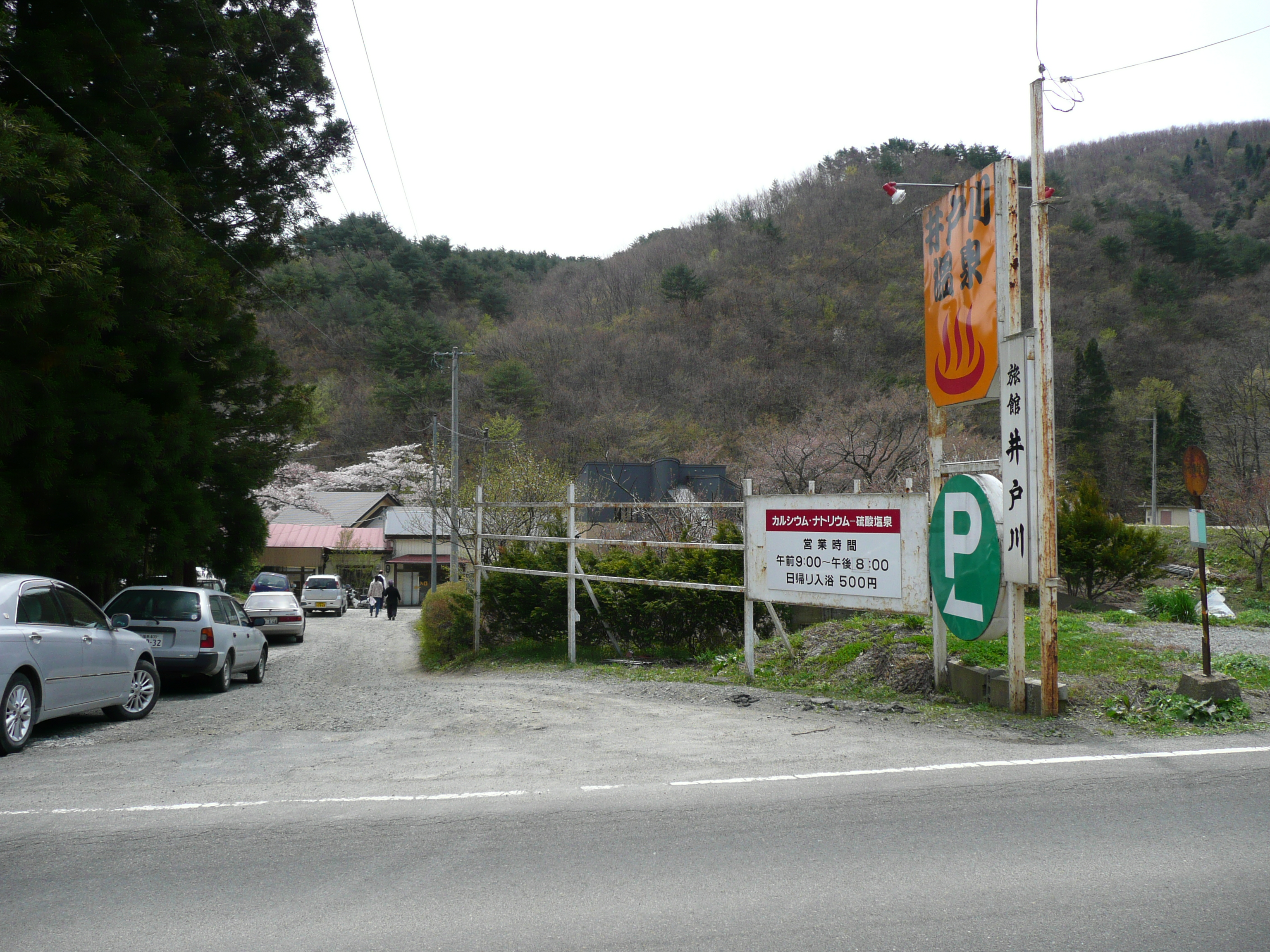
井戸川温泉

- 所在地
郡山市逢瀬町多田野字休石
- 泉質
カルシウム・ナトリウム－硫酸塩泉
- pH 9.4
- 源泉温度
25℃
- 効能
神経痛、筋肉痛、火傷、切り傷、動脈硬化、打ち身、慢性皮膚病ほか
- アクセス
東北自動車道郡山南ICから車で16分
JR東日本郡山駅11番バス乗り場より麓山経由休石行で「休石浄水場」停留所下車すぐ

## 源田温泉（forest バン源田）

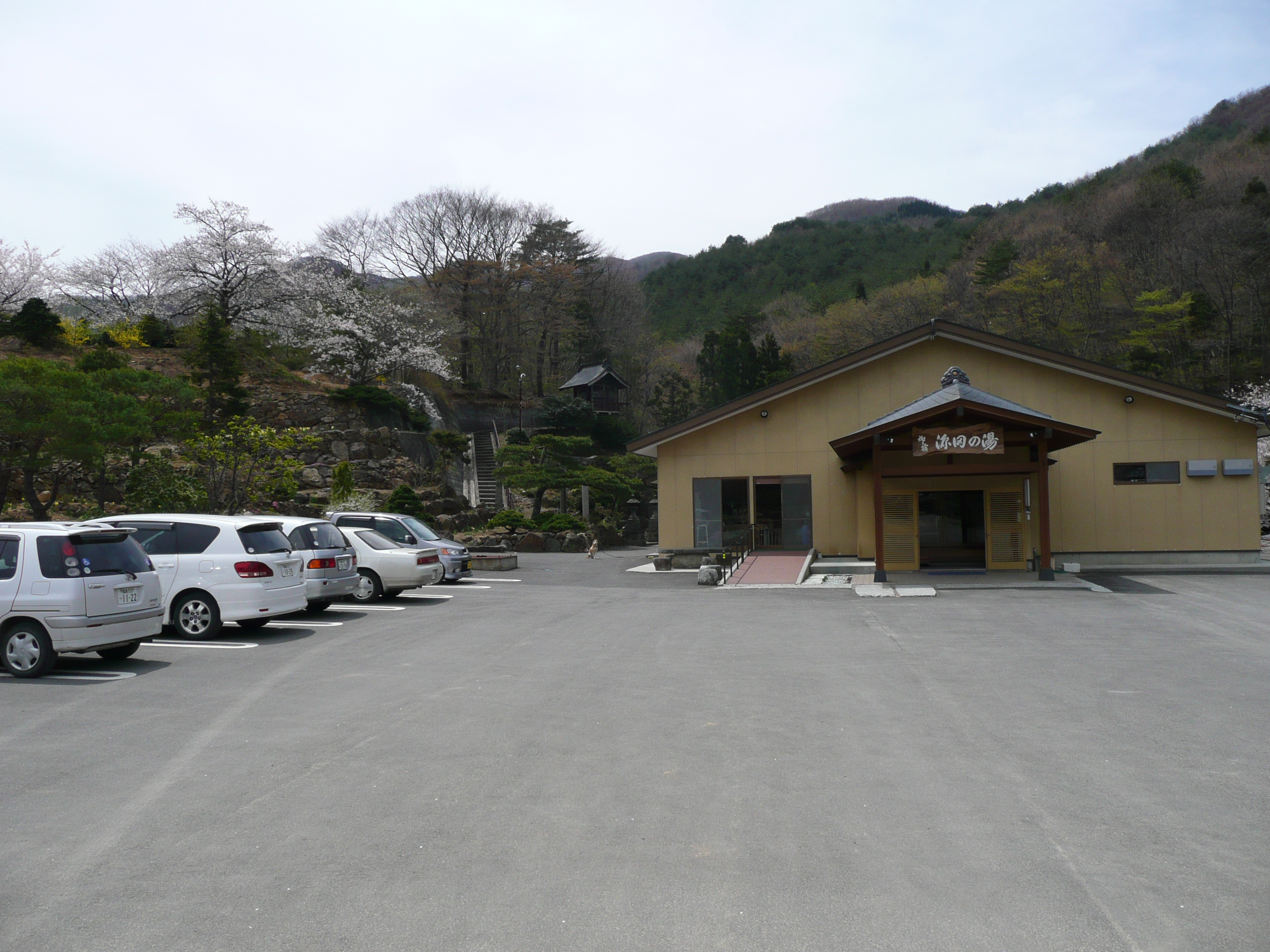
源田温泉

- 所在地
郡山市逢瀬町多田野字源田
- 泉質
カルシウム・ナトリウム－硫酸塩泉
- pH 9.0
- 効能
リウマチ、胃腸病、神経痛、痔疾、ヘルニアなど
- アクセス
東北自動車道郡山南ICから車で18分
JR東日本郡山駅11番バス乗り場より麓山経由休石行で「休石浄水場」停留所下車徒歩12分

## ごれいびつ北の湯温泉（ごれいびつ荘）

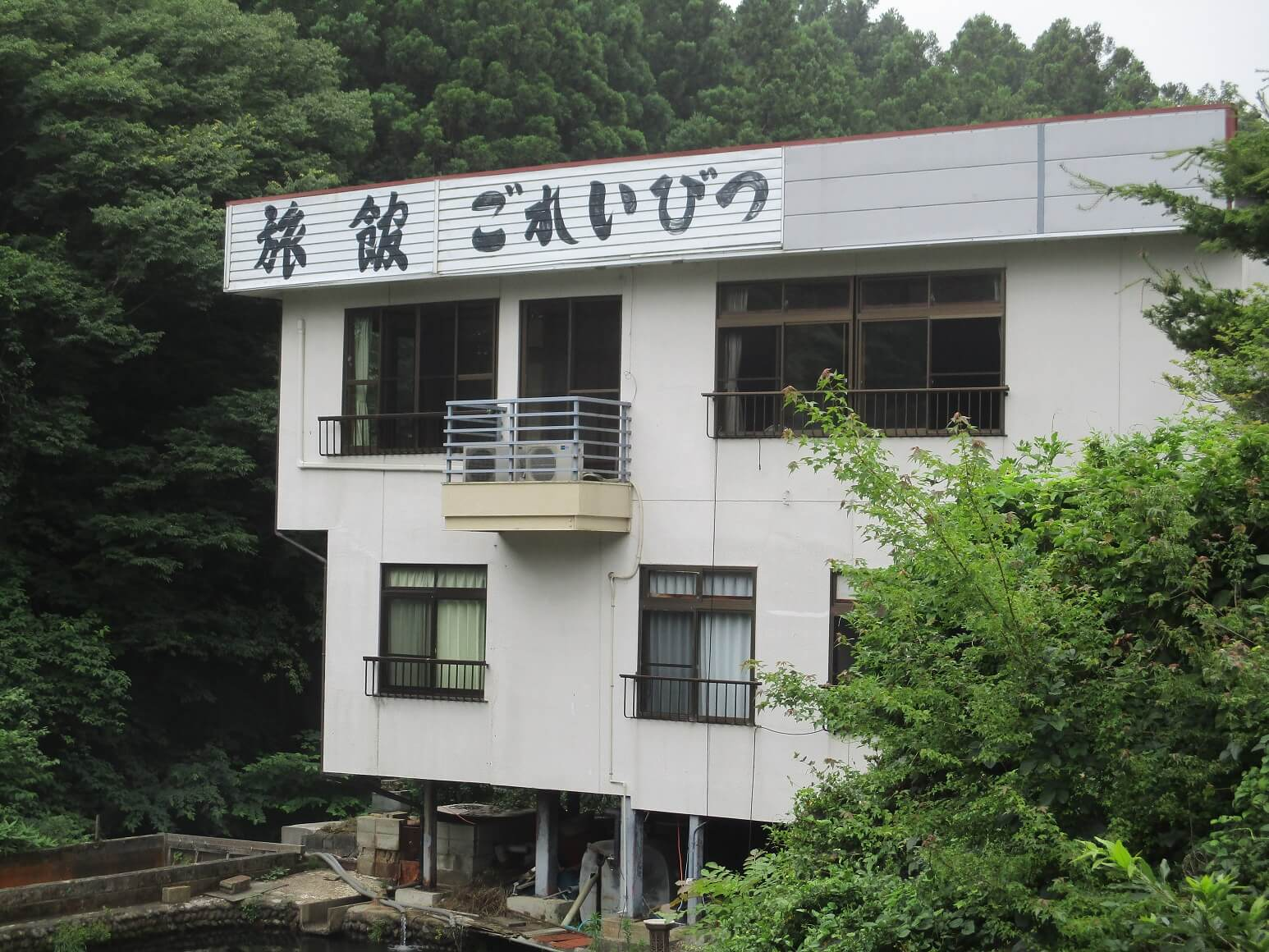
ごれいびつ北の湯温泉

- 所在地
郡山市逢瀬町多田野字草倉沢
- 泉質
無色透明単純泉
- 効能
皮膚病、冷え性、婦人病、リュウマチ、神経痛、眼、床ずれ
- アクセス
東北自動車道郡山南ICから車で20分
JR東日本郡山駅11番バス乗り場より麓山経由御霊櫃行で「御霊櫃峠入口」停留所下車すぐ

## 守山温泉（七海荘、白水館）

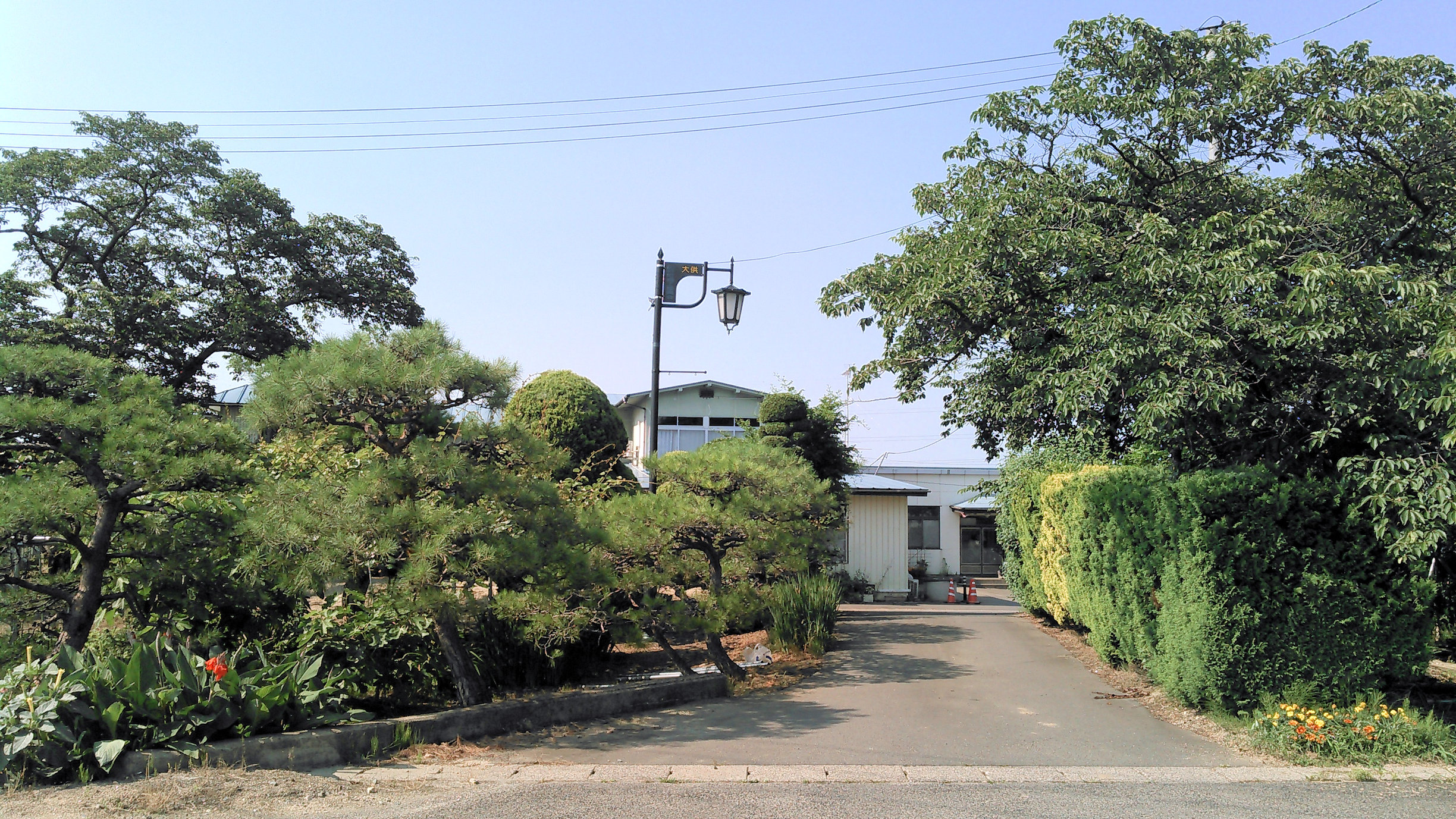
守山温泉（白水館）

- 所在地
郡山市田村町守山
- 泉質
ラジウム鉱泉
- 効能
胃腸病、慢性皮膚病、神経痛、神経痛、リュウマチ、打撲症など
- アクセス
東北自動車道郡山南ICから車で20分
JR東日本水郡線磐城守山駅より徒歩30分

## 中津川温泉（下滝鉱泉 ザクの湯）
- 所在地
郡山市田村町糠塚下滝
- 泉質
単純放射能冷鉱泉
- pH 8.7
- 効能
神経痛、リュウマチ、皮膚病、打撲症など
- アクセス
あぶくま高原道路平田ICから車で20分

## かつて存在した温泉
- スーパー銭湯長寿の湯
郡山市図景2丁目
- 光彩つつみ温泉
郡山市堤2丁目
- 大森温泉
郡山市安積町大森
- 勝木沢温泉
郡山市富久山町勝木沢
- 富田温泉（一般の入浴を廃止して介護のデイサービス利用者専用に変更）
郡山市不動前
- 荒井ノ湯大滝
郡山市荒井町字大下
- ふれあい温泉（東洋健康センター）
郡山市喜久田町字松ヶ作
- 郡山湯元温泉（ヒーリングヴィラ湯元）
郡山市大槻町字堀切西
- 仙遊島乃湯温泉（温泉天国さくら湯）
郡山市島2丁目
- のんびり温泉
郡山市三穂田町山口字山崎山

## 温泉街
上記の温泉以外にも、小規模な温泉施設が点在する。
温泉は市内各所に分散しており、各温泉の源泉ひとつに施設がひとつずつあるところが多いため、一般的にイメージする温泉街を形成していない。市内に存在するレジャーホテルなどでも自ら源泉を持ち温泉水を利用している施設がある。病院や老人ホーム、マンションでのみで利用され、一般客が利用できない施設もある。
また、天然温泉ではないが、ホテルルートイン郡山やドーミーインEXPRESS郡山、ふじ旅館など人工温泉の施設も存在する。

## 歴史
- 平安時代後期、後三年の役（1083年 - 1087年）に源義家によって発見されたのが休石温泉と伝えられる。
- 源義家が発見し、傷ついた兵士が泉を浴びて傷を癒したのが源田温泉の始まりと伝えられる。
- 1927年に勝木沢温泉開業。
- 1950年に鉱泉が発見され、1952年に守山温泉七海荘が開業。
- 1971年に井戸川温泉創業。
- 1982年に月光温泉開湯。
- 1982年8月に郡山温泉開湯。
- 1983年2月に荒井ノ湯大滝開湯。
- 1987年2月に大森温泉開湯。
- 1987年2月に東北原温泉開湯。
- 1987年5月にうねめ温泉開湯。
- 1987年10月にふれあい温泉（東洋健康センター）開湯。
- 1988年7月に並木温泉開湯。
- 1988年10月に郡山三穂田温泉開湯。
- 1989年4月に光彩つつみ温泉開湯。
- 1991年5月に石橋温泉（現・石橋ヘルス温泉）開湯。
- 1994年になりた温泉開湯。
- 1995年2月に郡山湯元温泉開湯。
- 1998年に長寿の湯開湯。
- 2009年に郡山八山田温泉開湯。

## アクセス
- 各温泉の項を参照